# Жилінська Єфросинія Іванівна
Єфросинія Іванівна Жилінська (нар. 1905, село Мизове, Ковельського повіту Волинської губернії Волинської губернії, тепер Старовижівського району Волинської області — ?) — українська радянська діячка, голова колгоспу «14-річчя Жовтня» Любецького району Чернігівської області. Депутат Верховної Ради УРСР 2-го скликання.

## Життєпис
Народилася у родині селянина-бідняка. Під час Першої світової війни разом із батьком була вивезена до Чернігівської губернії.
З 1925 року — член комуни «Червоний орач» Ріпкинського району Чернігівщини. Працювала завідувачем свиноферми комуни.
Член ВКП(б) з 1931 року.
У 1932—1936 роках — бригадир технічних культур, завідувач ферми колгоспу імені Леніна села Духівщини Любецького району Чернігівської області. У 1936—1939 роках — голова колгоспу імені Леніна села Духівщини Любецького району. У 1939 році закінчила курси голів колгоспів.
У 1939—1941 роках — голова виконавчого комітету Духівщанської сільської ради Любецького району Чернігівської області.
Під час німецько-радянської війни перебувала у евакуації в Тамбовській області РРФСР, де працювала директором шкіряного заводу.
З квітня 1946 року — голова колгоспу «14-річчя Жовтня» села Довгуни Любецького (тепер — Ріпкинського) району Чернігівської області.